# Entertainment!
Entertainment! — дебютный альбом английской постпанк-группы Gang of Four, выпущенный в сентябре 1979 года на лейблах EMI (международный релиз) и Warner Bros. Records (Северная Америка). Стилистически лонгплей в значительной степени опирается на панк-рок, но также включает в себя элементы фанка, танцевальной музыки, регги и даба. Его тексты и оформление отражают левополитические взгляды группы. Альбом оказал сильное влияние на зарождающееся постпанк-движение и считается одной из важнейших записей этого жанра.
В 2020 году Entertainment! занял 49-е и 273-е места в списках «100 величайших дебютных альбомов» и «500 величайших альбомов всех времён» по версии журнала Rolling Stone.

## История создания
Entertainment! был признан основополагающим постпанк-альбомом. В музыкальном плане его также называют дэнс-панком и арт-панком. Альбом был спродюсирован Джоном Кингом и Энди Гиллом вместе с Робом Уорром, менеджером группы в тот период. На лирике Кинга сильно отразились проблемы ситуационизма, феминизма и влияние отчуждения на личную жизнь; объединяющее понятие состоит в том, что «личное политично». Темы песен включают коммодификацию («Natural’s Not in It», «Return the Gift»), пролетарскую жизнь («At Home He’s a Tourist»), теорию великих людей («Not Great Men»), заключенные со статусом особой категории в Северной Ирландии («Ether»), а также влияние сообщений СМИ об актах терроризма и маоистской партизанской войне в Латинской Америке («5.45»). В ряде песен эти темы используются, чтобы бросить вызов традиционным представлениям о любви и романтических песнях («Anthrax», «Contract») и сексе («Damaged Goods», «I Found That Essence Rare»). В своей монографии об альбоме Кевин Дж. Х. Деттмар сравнивает Entertainment! с «Улиссом» Джеймса Джойса, говоря; «оба связаны с важностью нарратива, повествования, как способа познания мира… это истории которые мы рассказываем себе из разряда „как обстоят дела“» — совокупность историй, которые в другом контексте мы могли бы назвать идеологией — глубоко формирующие наше восприятие мира.

## Обложка
Обложка, придуманная Кингом, демонстрирует влияние Ситуационистского Интернационала, прославившегося во Франции во время студенческой революции мая 1968 года. На ней изображен «индеец», пожимающий руку «ковбою», иллюстрация основана на кадре из одного из фильмов о Виннету с Лексом Баркером и Пьером Брисом в главных ролях, который когда-то был популярен в коммунистической Восточной Германии из-за критики капитализма. Лица героев уменьшены до красных и белых пятен, то есть до стереотипных расовых цветов. Текст, обрамляющий изображение гласит: «Индеец улыбается, он думает, что ковбой — его друг. Ковбой улыбается, он рад, что обманул индейца. Теперь он может его использовать». Таким образом, обложка затрагивает темы эксплуатации, но, учитывая лирическое содержание альбома, также может представлять собой на упрощенную иллюстрацию этнического, социального или политического конфликта в СМИ на примере «ковбоев и индейцев».
На задней стороне обложки изображена семья, чей отец говорит: «Я трачу большую часть наших денег на себя, чтобы оставаться толстым», в то время как мать и дети заявляют: «Мы благодарны ему за оставшиеся крохи». На внутренней стороне обложки, концепция которой была также придумана Гиллом, представлены небольшие фотографии, изображающие сцены из телевизионных программ, чередующиеся с текстом, иллюстрирующим то, что, по мнению группы, является вводящей в заблуждение медийной повесткой: «Факты представлены нейтрально, чтобы публика могла составить собственное мнение»; «Мужчины героически защищают свою страну»; «Людям дают то, что они хотят».

## Выпуск
«At Home He’s a Tourist» заняла 58-е место в британском сингловом чарте, что является самой высокой позицией среди песен Gang of Four. Группу изначально попросили исполнить песню на Top of the Pops. Однако, когда продюсеры шоу услышали строчку «И резинки, которые ты прячешь в верхнем левом кармане» (резинка — сленговое название презерватива), они попросили группу изменить слово «резинки» на «мусор», опасаясь скандала; однако музыканты единогласно отказались идти на уступки, и выступление было отменено.
В 2005 году группа исполнила альбом целиком в рамках серии концертов Don’t Look Back, организованного All Tomorrow’s Party. В 2009 году Кинг написал эссе об альбоме для журнала Clash. В 2014 году были опубликованы воспоминания Хьюго Бернхэма о создании Entertainment!, их релиз был приурочен к 35-летию выпуска альбома.

## Отзывы критиков
| Оценки критиков               | Оценки критиков |
| Источник                      | Оценка          |
| ----------------------------- | --------------- |
| AllMusic                      | [ 14 ]          |
| Blender                       | [ 15 ]          |
| Christgau’s Record Guide      | A               |
| Encyclopedia of Popular Music | [ 17 ]          |
| Entertainment Weekly          | A+              |
| Melody Maker                  | без оценки      |
| Music Week                    | [ 20 ]          |
| Pitchfork                     | 9.5/10          |
| Q                             | [ 22 ]          |
| Record Mirror                 | [ 23 ]          |
| Rolling Stone                 | [ 24 ]          |
| The Rolling Stone Album Guide | [ 25 ]          |
| Smash Hits                    | 7,5/10          |
| Spin Alternative Record Guide | 10/10           |

Entertainment! занял 5-е место в списке лучших альбомов 1979 года по версии журнала NME. В рецензии к журналу Rolling Stone, Дэвид Фрике назвал Entertainment! «лучшим дебютным альбомом среди британских групп — панков или любых других — с момента релиза одноимённого дебютного альбома The Clash в 1977 году». В 1984 году рассматривая запись по прошествии лет Р. Дж. Смит из Creem поймал себя на мысли, что это «самый сложный альбом Gang, потому что чертовски трудно найти к нему подход. Уродливые эмоции, которые вызывает альбом, почти что сюрреалистичны, и тем более тревожно из-за того, как они неожиданно прорываются сквозь отстраненный, архитектурный фасад пластинки».
В 2004 году редакция портала Pitchfork присудила Entertainment! 8-е место среди лучших альбом 1970-х. В 2003 году журнал Rolling Stone поставил пластинку на 490-е строчку в своем списке «500 величайших альбомов всех времен», в обновлённом списке 2012-года она поднялась до 483-го места, «жесткая, отрывистая агрессия… сформировала новый стиль, который повлиял на множество групп — от Minutemen до LCD Soundsystem» (в списке 2020 года пластинка поднялась ещё выше — до 273-е места). В марте 2005 года журнал Q поместил трек «At Home He’s a Tourist» на 52-е место рейтинга «100 величайших гитарных треков». В 2013 году пластинка заняла 159-место в рейтинге «500 величайших альбомов всех времён» по версии журнала NME. По состоянию на 2009 год в Великобритании было продано более 100 000 копий альбома. Релиз фигурирует в альманахе «1001 альбом, который вы должны услышать, прежде чем умереть».
Альбом также получил высокую оценку со стороны рок-музыкантов. Курт Кобейн включил его в список 50 своих самых любимых альбомов. Фли из Red Hot Chili Peppers заявил, что когда он впервые услышал эту пластинку, «она полностью изменила мой взгляд на рок-музыку и стала началом моего творческого пути в качестве бас-гитариста».

## В популярной культуре
«Natural’s Not in It» звучит во время вступительных титров фильма «Мария Антуанетта» (2006). В 2010 году компания Microsoft использовала эту же песню в спортивной рекламе Kinect, бесконтактного сенсорного игрового контроллера для видеоприставки Xbox 360.
«Anthrax» звучала в саундтреке фильма «Маньчжурский кандидат» (2004) а также в фильме «Собаки в космосе» в котором главную роль сыграл Майкл Хатченс. Хатченс упоминал, что Gang of Four оказала большое влияние на творчество его группу INXS.
В 2014 году монография Кевина Дж. Х. Деттмара, посвященная альбому, была опубликована как часть книжной серии 33⅓ Series (издательства Bloomsbury), посвящённой классическим альбомам.

## Список композиций
Слова и музыка всех песен — Дэйв Аллен, Хьюго Бёрнэм, Энди Гилл и Джон Кинг.
| №  | Название              | Длительность |
| -- | --------------------- | ------------ |
| 1. | «Ether»               | 3:52         |
| 2. | «Natural’s Not in It» | 3:09         |
| 3. | «Not Great Men»       | 3:08         |
| 4. | «Damaged Goods»       | 3:29         |
| 5. | «Return the Gift»     | 3:08         |
| 6. | «Guns Before Butter»  | 3:49         |

| №                   | Название                    | Длительность |
| ------------------- | --------------------------- | ------------ |
| 1.                  | «I Found That Essence Rare» | 3:09         |
| 2.                  | «Glass»                     | 2:32         |
| 3.                  | «Contract»                  | 2:42         |
| 4.                  | «At Home He’s a Tourist»    | 3:33         |
| 5.                  | «5.45»                      | 3:48         |
| 6.                  | «Love Like Anthrax»         | 4:23         |
| Общая длительность: | Общая длительность:         | 39:53        |

Бонус-треки переиздания 1995 года
Переиздание на компакт-диске фирмой EMI Records (мастеринг производился Энди Гиллом и Джоном Кингом), содержит следующие синглы:
1. «Outside the Trains Don’t Run on Time» — 3:27
2. «He’d Send in the Army» — 3:40
3. «It’s Her Factory» — 3:08

Переиздание на компакт-диске лейблами Infinite Zero Archive/American Recordings, содержит «Yellow EP»:
1. «Armalite Rifle» — 2:48

Бонус-треки переиздания 2005 года
В дополнение к «Yellow EP» этот релиз лейбла Rhino Records содержал четыре ранее не издававшихся трека:
1. «Guns Before Butter» (alternate version) — 4:25
2. «Contract» (alternate version) — 2:48
3. «Blood Free» (live at The Electric Ballroom, London) — 3:17
4. «Sweet Jane» (live at the American Indian Center) (Лу Рид) — 3:20

## Участники записи
| Gang of Four - Джон Кинг — ведущий вокал (1, 3, 7-9), дополнительный вокал (1, 4-6, 10, 12), бэк-вокал (2, 11), мелодика (1, 11), арт-дизайн - Энди Гилл — гитара, дополнительный ведущий вокал (2, 11), дополнительный вокал (1, 4-6, 10, 12), бэк-вокал (3, 7-9), арт-дизайн - Дэйв Аллен — бас-гитара, бэк-вокал (3, 5, 7, 12) - Хьюго Бёрнэм — ударные | Технический персонал - Эдвин Кросс — звукооператор - Дэви Фи — звукооператор - Рик Уолтон — звукорежиссёр |  |

## Чарты
Альбом
| Чарт (1979—1980)                 | Высшая позиция |
| -------------------------------- | -------------- |
| Великобритания (UK Albums Chart) | 45             |
| Новая Зеландия (RMNZ)            | 35             |

Синглы
| Год  | Сингл                                       | Чарт                       | Высшая позиция |
| ---- | ------------------------------------------- | -------------------------- | -------------- |
| 1979 | «At Home He’s a Tourist»                    | UK Singles Chart           | 58             |
| 1980 | «Damaged Goods»/«I Found That Essence Rare» | Billboard Dance Club Songs | 39             |